# Engeweer of Kleine Breeksterpolder
Engeweer of Kleine Breeksterpolder is een voormalig waterschap in de provincie Groningen.
Het schap was gelegen ten zuiden van de wierde Engeweer ten oosten van het Kardinger Buitenmaar. De noordgrens was gelegen over een laan die vanaf de splitsing Boerdamsterweg, Dorpsweg en Halteweg het land in liep. De oostgrens liep over Halteweg - ten zuiden van de bocht in deze weg lag de grens een kleine 400 m oostelijk hiervan. De zuidgrens kwam nagenoeg overeen met de Breeksterweg en de Keesriefweg. De molen van de polder stond aan het Kardingermaar, op ongeveer 800 m noordelijk van de Keesrieftil. 
Waterstaatkundig gezien ligt het gebied sinds 1995 binnen dat van het waterschap Noorderzijlvest.